# Грёдицер-Скала
Грёдицер-Ска́ла или Гро́джишчанска-Ска́ла (нем. Gröditzer Skala, в.-луж. Hrodźišćanska skałaо файле) — охраняемая территория, заповедник в пределах городских границах Вайсенберга, федеральная земля Саксония, Германия.

## География
Представляет собой скалистую поросшую лесом долину реки Лёбауэр-Вассер (нем. Löbauer Wasser, славянское наименование — Любата в.-луж. Lubata), простирающуюся вдоль русла реки с запада на восток. На западе заповедник ограничен населённым пунктом Грёдиц, от которого получил своё наименование. В северной части проходит автомагистраль A4, на юго-востоке примерно в одном километре находится Вайсенберг и на юге — деревня Вайха (Виховы).

## Описание
Немецкое наименование местности происходит от наименования населённого пункта Грёдиц и славянского слова skała (скала). Серболужицкое наименование произошло от слова «hrodźišćo» (городище).
Сегодняшний рельеф долины образовалась в слоях верхнелужицкой граувакки в ледниковый период.
Площадь охраняемой территории составляет 43,3 гектара. Северные и южные склоны скальных отложений и русло реки формируют узкую полосу биосферы на небольшом пространстве. На территории заповедника произрастают дуб скальный, граб обыкновенный, ясень обыкновенный и клён. Присутствуют отдельные экземпляры вяза шершавого. На южном склоне также произрастают клён белый, клён остролистный и липа. Нижний уровень леса занимают орляк обыкновенный, молочай сладкий, пролесник многолетний и наперстянка крупноцветковая.
До 1945 года лес находился в собственности землевладельцев, имевших своё поместье в Грёдице. В различное время собственники построили в лесу несколько различных объектов, имеющих в наше время статус памятников культуры и истории.
В западной части заповедника, на границе с Грёдицем сохранились остатки древнеславянского крепостного сооружения.
30 марта 1961 года долина приобрела статус охраняемой природно-биосферной территории.
Охраняемая территория имеет культурно-историческую, туристическую и рекреационную ценность.

## Достопримечательности
- Десятиарочный железнодорожный виадук длиной около 170 метров заброшенной железнодорожной линии Лёбау — Радибор. В настоящее время входит в состав пешеходной тропы.
- Часть Пути святого Иакова на участке Гёрлиц — Вайсенберг — Баутцен
- Пешеходная туристическая тропа «Mühlenweg» Вайсенберг — Вайха — Гёрлиц

Культурные памятники федеральной земли Саксония
| №  | Объект                                                       | Немецкое наименование                        | Датировка | Месторасположение                                         | Номер объекта в реестре | Фото |
| -- | ------------------------------------------------------------ | -------------------------------------------- | --------- | --------------------------------------------------------- | ----------------------- | ---- |
| 1  | Система исторических троп                                    | Historisches Wegesystem                      |           | На территории так называемого парка «Schanzenpark», Карта | 09251881                |      |
| 2  |                                                              | Bodenrelief im sogenannten Schanzenpark      |           | На территории так называемого парка «Schanzenpark»        | 09251881                |      |
| 3  | Славянское городище                                          | Slawische Schanze                            |           | На территории так называемого парка «Schanzenpark», Карта | 09251881                |      |
| 4  | Пять каменных скамеек производства завода «Weichaer Anlagen» | Fünf Steinbänke der Weichaer Anlagen         |           | Карта                                                     | 09251881                |      |
| 5  | Два каменных стола производства завода «Weichaer Anlagen»    | Zwei steinerne Tische der Weichaer Anlagen   |           | Карта                                                     | 09251881                |      |
| 6  | Грот                                                         | Grotte                                       |           | Карта                                                     | 09251881                |      |
| 7  | Точка обзора «Bastei»                                        | «Bastei» als Aussichtspunkt                  |           | Карта                                                     | 09251881                |      |
| 8  | Точка обзора «Mosesfelsen»                                   | «Mosesfelsen» als Aussichtspunkt             |           |                                                           | 09251881                |      |
| 9  | Точка обзора «Каменный стол»                                 | «Steinerner Tisch» als Aussichtspunkt        |           |                                                           | 09251881                |      |
| 10 | Точка обзора «Steinerne Sitzecke»                            | «Steinerne Sitzecke» als Aussichtspunkt      |           |                                                           | 09251881                |      |
| 11 | Исторические пешеходные тропы                                | Historisches Wegesystem der Weichaer Anlagen |           | Карта                                                     | 09251881                |      |
| 12 | Лестницы производства завода «Weichaer Anlagen»              | Treppenanlagen der Weichaer Anlagen          |           |                                                           | 09251881                |      |
| 13 |                                                              | Bodenrelief der Weichaer Anlagen             |           |                                                           | 09251881                |      |